# Albany Fonblanque
Albany William Fonblanque (født 1793 i London, død 13. oktober 1872) var en engelsk journalist. Han var søn af John Anthony Fonblanque.
I 1826 efterfulgte han Leigh Hunt som medarbejder i The Examiner, tidens hovedorgan for high-class radikalisme. I 1830 blev han bladets chefredaktør og nogle år senere dets ejer. Den omformning, det liberale parti undergik i tiden efter 1836, indvirkede imidlertid på Fonblanques stilling. I 1847 ophørte han som redaktør af The Examiner og modtog en post i Board of Trades statistiske kontor; lige til 1860 vedblev han dog at skrive i bladet. Fonblanque er en af de få journalister, der — udelukkende som sådanne — har erhvervet sig en varig plads i litteraturen. Dette skyldes for en del hans humoristiske og sarkastiske evne, men væsentlig hans artiklers litterære form, der giver dem værd uden hensyn til indholdet. I 1837 udgav han i bogform sine vigtigste artikler under titlen: England under seven Administrations (3 bind), en af kilderne til tidens historie. En ny samling af artikler offentliggjordes 1874 af hans nevø Edward Barrington de Fonblanque, Life and Labours of Albany de Fonblanque, indledet med en biografi.